# Попова, Тамара Николаевна
Тама́ра Никола́евна Попо́ва (в девичестве Шима́нская; род. 27 февраля 1948, Большая Медвядка, Белорусская ССР, СССР) — советская гребчиха-байдарочница, выступала за сборную СССР в конце 1960-х — начале 1970-х годов. Двукратная чемпионка мира, трижды чемпионка Европы, пятикратная чемпионка всесоюзного первенства, победительница регат республиканского и международного значения. На соревнованиях представляла спортивное общество «Трудовые резервы», заслуженный мастер спорта СССР (1969). Также известна как тренер паралимпийской чемпионки Людмилы Волчок, заслуженный тренер Республики Беларусь (2008).

## Биография
Тамара Шиманская родилась 27 февраля 1948 года в деревне Большая Медвядка Гродненской области. Начала заниматься греблей в возрасте 16 лет в Минске. Состояла в местной команде ДСО «Трудовые резервы», на протяжении всей спортивной карьеры тренировалась под руководством Юрия Асмоловского. Первого серьёзного успеха добилась в 1969 году, когда завоевала сразу две золотые медали всесоюзного первенства, на полукилометровой дистанции среди одиночных байдарок и среди парных.
Благодаря череде удачных выступлений вошла в основной состав национальной сборной и удостоилась права защищать честь страны на чемпионате Европы в Москве — заняла первое место во всех трёх женских дисциплинах: одиночках, двойках и четвёрках. За это достижение по итогам сезона признана журналистами лучшей спортсменкой года в Белоруссии (наравне с фехтовальщицей Еленой Новиковой и борцом Александром Медведем), удостоена почётного звания «Заслуженный мастер спорта СССР». Год спустя с двухместным экипажем защитила всесоюзный чемпионский титул и отправилась на чемпионат мира в Копенгаген, где взяла серебро с двойкой и золото с четвёркой.
В 1971 году вышла замуж за гребца Александра Попова, тоже члена сборной СССР, и с тех пор выступала под фамилией Попова. В этом сезоне добыла бронзовую медаль на мировом первенстве в югославском Белграде. Через год на чемпионате Советского Союза была лучшей среди четырёхместных экипажей и в эстафетной гонке 4 × 500 м. Представляла страну на чемпионате мира в финском городе Тампере, их экипаж, куда также вошли байдарочницы Людмила Пинаева, Нина Гопова и Лариса Кабакова, обошёл всех соперниц и финишировал первым. Вскоре после этих соревнований Тамара Попова приняла решение завершить карьеру спортсменки и перешла на тренерскую работу.
В настоящее время вместе с мужем работает тренером по гребле и лыжным гонкам, подготовила трёхкратную чемпионку Паралимпийских игр Людмилу Волчок, удостоена почётного звания «Заслуженный тренер Республики Беларусь».